# فرانچسکو دآدا
فرانچسکو دآدا (ایتالیایی: Francesco D'Adda؛ زادهٔ ۱۵ اکتبر ۱۹۴۳) بازیگر اهل ایتالیا است.
از فیلم‌هایی که وی در آن نقش داشته‌است، می‌توان به ۱۹۰۰، نان و شکلات، پاگنده به هنگ کنگ می‌رود، بمب‌افکن، پلیس قاتل و عاشقان یکشنبه اشاره کرد.